# Blasheimer Markt

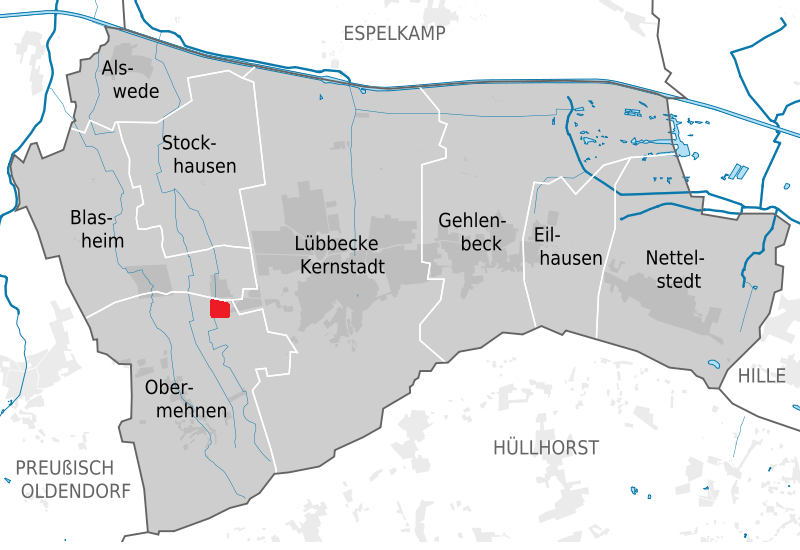
Lage des Festplatzes

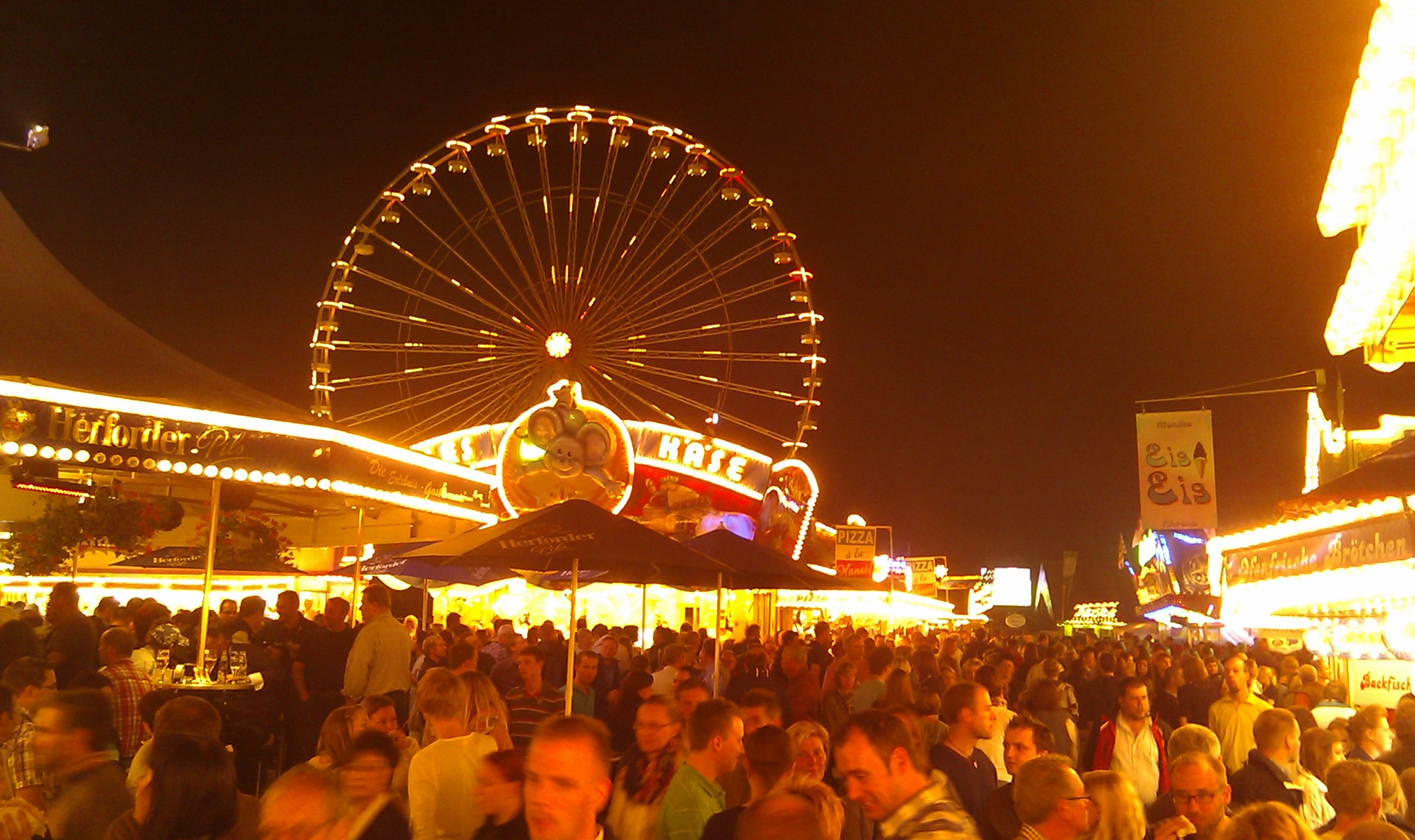
Blasheimer Markt 2011

Der Blasheimer Markt ist eine Großkirmes nahe Blasheim, einem Ortsteil der ostwestfälischen Stadt Lübbecke im Kreis Minden-Lübbecke in Nordrhein-Westfalen. Die Veranstaltung findet jährlich am Wochenende des ersten Freitags im September statt und geht von Donnerstag bis Sonntag. Der Festplatz ist direkt an der Bundesstraße 65 gelegen.

## Geschichte
Ursprünglich aus einem Viehmarkt in Lübbecke entstanden, findet der Blasheimer Markt (oder BlaMa, wie er auch im Volksmund genannt wird) an vier Tagen statt. Er wurde im Zuge der Pestepidemien im Mittelalter von Lübbecke nach Blasheim verlegt, um die Verbreitung der Seuche einzudämmen und findet seitdem jährlich in Blasheim statt. Er zeichnet sich durch vielfältige Veranstaltungen, wie den historischen Großviehmarkt – der inzwischen allerdings zu einem reinen Geflügelmarkt geschrumpft ist – am Freitag und das Höhenfeuerwerk am Donnerstag, aus. Hauptsächlich bietet die eigentliche Kirmes mit den Fahrgeschäften und Festzelten große Attraktionen. Mit einer Besucherzahl von 300.000 bis 400.000 zählt der Blasheimer Markt heute zu den bedeutendsten Volksfesten in Ostwestfalen-Lippe. Im Jahr 2019 fand der Markt zum 450. Mal statt.
Der Termin orientiert sich am katholischen Feiertag Mariä Geburt (8. September), da die Kirmes ursprünglich das Kirchweihfest der 1514 fertiggestellten Blasheimer Marienkirche war.
Traditionell beginnt der Markt mit einem großen Feuerwerk am Donnerstagabend.
Ein Kuriosum infolge der Gemeindereform ist, dass der Festplatz selbst aber auf dem Gebiet des Stadtteils Obermehnen, das aber bis 1973 als Bauerschaft zur Gemeinde Blasheim gehörte, liegt. Beides sind Ortsteile der nordrhein-westfälischen Stadt Lübbecke im Kreis Minden-Lübbecke.